# Долна челюст
Вижте пояснителната страница за други значения на Челюст.
Долна челюст, мандибула (на латински: mandibula) е нечифтна кост, която изгражда долната част на лицевия череп. Свързва се ставно с черепната основа. (Двете кости са съединени в предния си край посредством симфиза.)
Костта е изградена от две части: тяло и долночелюстен клон.
- Тялото (corpus mandibulae) е костна плоча, извита под формата на парабола. Състои се от две симетрични половини, които стастват костно към края на първата година. На тялото се различават долен задебелен и заоблен край, наречен основа на долната челюст-basis mandibule, и горна зъбна част – pars alveolaris, където са разположени зъбите на долната челюст.
- По средата на тялото отпред се намира малко възвишение – protuberantia mentalis, в страничните части на което се намира по една пъпчица-tuberculum mentale. Малко по-латерално се намира отвор-foramen mentale, с който се отваря canalis mandibulae.
- Зъбната част на тялото-pars alveolaris, съдържа 16 кухини за зъбите (по 8 от всяка половина). На горния ѝ ръб се намират отвестията на алвеолите, които са отделени една от друга чрез преградки. Алвеолите на кътниците, които имат по два корена, в дълбочина имат междукоренови преградки-septa interradicularia. На външната страна тялото се намират изпъкналости, предизвикани от корените на зъбите. На вътрешната му страна, по средата зад брадичката, се намира единично или двойно костно шипче – spina mentalis, което представлява залавно място за мускули.
- Долночелюстния клон (ramus mandibulae) е задното продължение на костта. То се издига нагоре и назад като отвесна четириъгилна костна плочка, която е по-широка и по-тънка от тялото. Най-горният край на костта има ставен израстък посредством който тя се свързва с черепа.